# Daniela Ryf
Daniela Ryf (Soleura, 29 de maio de 1987) é uma triatleta profissional suíça.

## Carreira

### Londres 2012
Daniela Ryf disputou os Jogos de Londres 2012, terminando em 40º lugar com o tempo de 2:06:37. 

### Ironman
Após o ciclo olímpico de 2012, ela passou a se dedicar ao Ironman. Ela foi campeã mundial em 2015.